# Carrión de los Céspedes
Carrión de los Céspedes ist eine Gemeinde in der Provinz Sevilla in Spanien mit 2.617 Einwohnern (Stand: 2024). Sie liegt in der Comarca El Aljarafe in Andalusien. 

## Geografie
Die Gemeinde Carrión de los Céspedes grenzt an Castilleja del Campo, Chucena und Huévar del Aljarafe.